# Gail Ryan
Gail Ryan (11 de janeiro de 1939) é um maquiador estadunidense. Venceu o Oscar de melhor maquiagem e penteados na edição de 2001 por How the Grinch Stole Christmas, ao lado de Rick Baker.